# Saison 2009 de l'équipe cycliste Euskaltel-Euskadi
La saison 2009 de l'équipe cycliste Euskaltel-Euskadi est la seizième de l'équipe. Elle y a enregistré un total de cinq victoires, dont trois par son sprinter Koldo Fernández.

## Préparation de la saison 2009

### Arrivées et départs
| Arrivées      | Équipe 2008     |
| ------------- | --------------- |
| Sergio de Lis | Orbea-Oreka SDA |
| Mikel Nieve   | Orbea-Oreka SDA |
| Pablo Urtasun | Liberty Seguros |

| Départs             | Équipe 2009       |
| ------------------- | ----------------- |
| Beñat Albizuri      |                   |
| Lander Aperribai    | retraite          |
| Jon Bru             | retraite          |
| Dionisio Galparsoro | Contentpolis-Ampo |
| Antton Luengo       | retraite          |
| Haimar Zubeldia     | Astana            |

## Coureurs et encadrement technique

### Effectif
| Cycliste         | Date de naissance | Nationalité | Équipe 2008       |
| ---------------- | ----------------- | ----------- | ----------------- |
| Josu Agirre      | 23 mai 1981       | Espagne     | Euskaltel-Euskadi |
| Igor Antón       | 2 mars 1983       | Espagne     | Euskaltel-Euskadi |
| Javier Aramendia | 5 décembre 1986   | Espagne     | Euskaltel-Euskadi |
| Mikel Astarloza  | 17 novembre 1979  | Espagne     | Euskaltel-Euskadi |
| Jorge Azanza     | 16 juin 1982      | Espagne     | Euskaltel-Euskadi |
| Sergio de Lis    | 9 mai 1986        | Espagne     | Orbea-Oreka SDA   |
| Koldo Fernández  | 13 septembre 1981 | Espagne     | Euskaltel-Euskadi |
| Aitor Galdós     | 8 novembre 1979   | Espagne     | Euskaltel-Euskadi |
| Aitor Hernández  | 24 janvier 1982   | Espagne     | Euskaltel-Euskadi |
| Markel Irizar    | 5 février 1980    | Espagne     | Euskaltel-Euskadi |
| Iñaki Isasi      | 20 avril 1977     | Espagne     | Euskaltel-Euskadi |
| Andoni Lafuente  | 6 septembre 1985  | Espagne     | Euskaltel-Euskadi |
| Íñigo Landaluze  | 9 mai 1977        | Espagne     | Euskaltel-Euskadi |
| Egoi Martínez    | 15 mai 1978       | Espagne     | Euskaltel-Euskadi |
| Mikel Nieve      | 26 mai 1984       | Espagne     | Orbea-Oreka SDA   |
| Juan José Oroz   | 11 juillet 1980   | Espagne     | Euskaltel-Euskadi |
| Alan Pérez       | 15 juillet 1982   | Espagne     | Euskaltel-Euskadi |
| Rubén Pérez      | 30 octobre 1981   | Espagne     | Euskaltel-Euskadi |
| Samuel Sánchez   | 5 février 1978    | Espagne     | Euskaltel-Euskadi |
| Amets Txurruka   | 10 novembre 1982  | Espagne     | Euskaltel-Euskadi |
| Pablo Urtasun    | 29 mars 1980      | Espagne     | Liberty Seguros   |
| Iván Velasco     | 7 février 1980    | Espagne     | Euskaltel-Euskadi |
| Gorka Verdugo    | 4 novembre 1978   | Espagne     | Euskaltel-Euskadi |

## Bilan de la saison

### Victoires
| Date       | Course                        | Pays     | Classe | Vainqueur       |
| ---------- | ----------------------------- | -------- | ------ | --------------- |
| 19/02/2009 | 2e étape du Tour de l'Algarve | Portugal | 2.1    | Koldo Fernández |
| 29/03/2009 | GP Llodio                     | Espagne  | 1.1    | Samuel Sánchez  |
| 31/07/2009 | Circuit de Getxo              | Espagne  | 1.1    | Koldo Fernández |
| 02/08/2009 | Subida a Urkiola              | Espagne  | 1.1    | Igor Antón      |
| 05/08/2009 | 1re étape du Tour de Burgos   | Espagne  | 2.HC   | Koldo Fernández |

### Victoire de Mikel Astarloza retirée
| Date       | Course                      | Pays   | Classe | Vainqueur       |
| ---------- | --------------------------- | ------ | ------ | --------------- |
| 21/07/2009 | 16e étape du Tour de France | France | HIS    | Mikel Astarloza |

### Résultats sur les courses majeures
Les tableaux suivants représentent les résultats de l'équipe dans les principales courses du calendrier international (les cinq classiques majeures, le Tour de France et le Tour d'Espagne). Pour chaque épreuve est indiqué le meilleur coureur de l'équipe, son classement ainsi que les accessits glanés par Euskaltel-Euskadi sur les courses de trois semaines.

#### Classiques
| Classique            | Milan-San Remo    | Tour des Flandres     | Paris-Roubaix      | Liège-Bastogne-Liège | Tour de Lombardie   |
| -------------------- | ----------------- | --------------------- | ------------------ | -------------------- | ------------------- |
| Coureur (classement) | Aitor Galdós (7e) | Koldo Fernández (51e) | Aitor Galdós (67e) | Samuel Sánchez (10e) | Samuel Sánchez (2e) |

#### Grands tours
| Grand tour           | Tour d'Italie | Tour de France      | Tour d'Espagne      |
| -------------------- | ------------- | ------------------- | ------------------- |
| Coureur (classement) | Non invitée   | Egoi Martínez (44e) | Samuel Sánchez (2e) |
| Accessits            |               | -                   | -                   |

### Classement UCI
L'équipe Euskaltel-Euskadi termine à la douzième place du Calendrier mondial avec 631 points. Ce total est obtenu par l'addition des points des cinq meilleurs coureurs de l'équipe au classement individuel que sont Samuel Sánchez, 3e avec 357 points, Koldo Fernández, 81e avec 56 points, Aitor Galdós, 109e avec 30 points, Amets Txurruka, 165e avec 10 points, et Rubén Pérez, 187e avec 6 points.
| Rang | Coureur         | Points |
| ---- | --------------- | ------ |
| 3    | Samuel Sánchez  | 357    |
| 81   | Koldo Fernández | 56     |
| 109  | Aitor Galdós    | 30     |
| 165  | Amets Txurruka  | 10     |
| 187  | Rubén Pérez     | 6      |
| 206  | Egoi Martínez   | 4      |
| 238  | Iñaki Isasi     | 2      |
| 244  | Pablo Urtasun   | 2      |
| 250  | Igor Antón      | 1      |